# Kombé (Bot-Makak)
Pour les articles homonymes, voir Kombé.
Kombé est un village de la région du Centre du Cameroun, situé dans la commune de Bot-Makak. 

## Population et développement
En 1962, la population de Kombé était de 493 habitants. La population de Kombé était de 438 habitants lors du recensement de 2005. La population est constituée pour l’essentiel de Bassa.  